# 749
Évszázadok: 7. század – 8. század – 9. század
Évtizedek: 690-es évek – 700-as évek – 710-es évek – 720-as évek – 730-as évek – 740-es évek – 750-es évek – 760-as évek – 770-es évek – 780-as évek – 790-es évek
Évek: 744 – 745 – 746 – 747 –  748 – 749 – 750 – 751 – 752 – 753 – 754

## Események

### Európa
- Ratchis longobárd király ostrom alá veszi a bizánci uralom alatt lévő Perugiát, de Zakariás pápa ráveszi, hogy vonuljon vissza. Ezen a longobárd nemesség felháborodik és egy milánói gyűlésen lemondatják a királyt, aki kolostorba vonul. Helyét öccse, Aistulf friuli herceg foglalja el. A Friuli hercegséget sógora, Anselm kapja.
- Kis Pippin frank majordomus elűzi a bajor hercegi trónt elbitorló Grifót (Martell Károly legkisebb fiát, Pippin féltestvérét) és a törvényes utód, a gyerekkorú III. Tassilo kerül a bajorok élére.
- Meghal Ælfwald, kelet-angliai király. Országát szétosztják Beonna, I. Æthelberht és talán Hun között, akiknek rokonsági viszonyai nem ismertek.
- Æthelbald merciai király a gumleyi zsinaton a legtöbb világi kötelezettség alól (az út- és hídépítés kivételével) felmenti az egyházi birtokokat.

### Omajjád Kalifátus
- Kahtaba ibn Sabíb al-Tai abbászida hadvezér a perzsiai Iszfahánnál legyőzi az Omajjádok 50 ezres seregét. Ezt követően két hónapos ostrommal elfoglalja a délnyugat-perzsiai Navahandot, majd betör Mezopotámiába, ahol egy éjjeli rajtaütés során életét veszti. Az Abbászidák ennek ellenére elfoglalják Irak székhelyét, Kúfát; Vászit városában pedig csapdába zárnak egy omajjád sereget.
- Abú Muszlim, Horászán abbászida kormányzója kiterjeszti fennhatóságát Baktriára és Transzoxániára.
- Földrengés sújtja Palesztinát, amely lerombolja Tiberiasz, Pella, Bét-Seán és Hipposz városait.

### Japán
- Sómu császár 25 évnyi uralkodás után lemond lánya, Kóken javára és feleségével együtt buddhista papként vonul vissza.

## Halálozások
- december 4. – Damaszkuszi Szent János, szír teológus
- Ælfwald, kelet-angliai király
- Gjóki, japán buddhista szerzetes

## Fordítás
- Ez a szócikk részben vagy egészben  a(z)   749 című angol Wikipédia-szócikk ezen változatának fordításán alapul.  Az eredeti cikk szerkesztőit annak laptörténete sorolja fel. Ez a jelzés csupán a megfogalmazás eredetét és a szerzői jogokat jelzi, nem szolgál a cikkben szereplő információk forrásmegjelöléseként.